# 5 Pułk Litewski Przedniej Straży

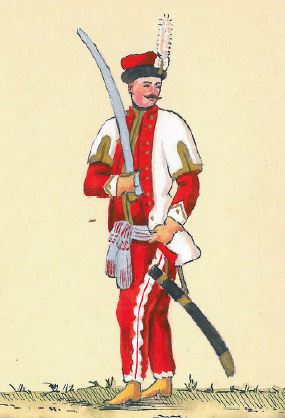
oficer pułku ułanów Poniatowskiego

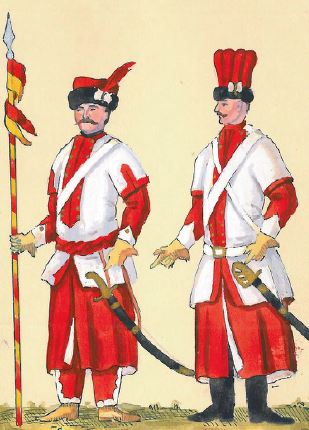
Ułan i pocztowy pułku ułanów Poniatowskiego

5 Pułk Litewski Przedniej Straży – oddział jazdy armii Wielkiego Księstwa Litewskiego wojska I Rzeczypospolitej.

## Formowanie i zmiany organizacyjne
Sformowany w 1733 z chorągwi tatarskich Józefa Potockiego. Wszedł w skład wojsk saskich, ale już od 1764 był na służbie wojska I Rzeczypospolitej.  W 1776 roku liczył etatowo 327 żołnierzy. Według „raty marcowej” z 1777 roku stan pułku wynosił 301 żołnierzy. Faktycznie w służbie przebywało wówczas 302 żołnierzy. W czasie reform  przeprowadzonych przez Sejm Czteroletni etat pułku wzrósł do 612 ludzi. Faktycznie w grudniu 1790 służyło 608. Bezpośrednio przed wybuchem powstania kościuszkowskiego w pułku służyło 532 ludzi. Składał się z sześciu chorągwi.

## Stanowiska
- Suchowola (1772),
- Krynki (1789),
- Wielona (październik 1792)[6].

## Żołnierze pułku
Etatową obsadę oficerską normował etat stutysięczny wojska, według którego w  pułku powinni się znajdować: pułkownik, podpułkownik, dwóch majorów, kwatermistrz, audytor, dwóch adiutantów, czterech rotmistrzów z chorągwiami, czterech rotmistrzów sztabowych, ośmiu poruczników, ośmiu chorążych.
Pułkownicy: 
- Hallaszewicz
- A. M. Korycki
- Ignacy Poniatowski (1774-1780)
- Jan  Gorycz (1780-1787)
- gen. mjr Stanisław Byszewski (1787-)
- Ludwik Lissowski[a]

## Bitwy i potyczki
Jego żołnierze brali udział w działaniach zbrojnych wojny siedmioletniej. Walczyli także pod Pragą (2 listopada 1794).